# 사카 오사무
사카 오사무(일본어: 阪 脩 さか おさむ[*], 1930년 11월 7일 ~ )는 일본의 남성 성우이자 배우. 아오니 프로덕션 소속. 오사카부 오사카시 출신.

## 출연 작품
- 가면라이더 X - 노로이 박사
- 가면라이더 아마존 - 전능한 지배자
- 고르고13 - TVA 15화 선장역
- 공각기동대 S.A.C - 아라마키 다이스케
- 그란디아 2 - 제라 이노센티우스
- 기동경찰 패트레이버 - 사카키 세이타로
- 데드 오어 얼라이브 시리즈 - 텐구, 겐라
- 도라에몽 극장판 노비타의 도라비안나이트 - 신드밧드
- 도라에몽 극장판 노비타의 남해대모험 - 캡틴 콜트
- 도라에몽 극장판 노비타의 완냥시공전 - 늙은 이치
- 도화월탄(TVA) - 카미아즈마 마스유키
- 드래곤볼 - 손오반 할아버지
- 디스크 워즈: 어벤저스 - 프로페서X
- 로도스도 전기 OVA - 환
- 리바이브 ~소생~ - 호죠 요시카네
- 맛의 달인 - 오오하라 사장
- 메탈기어 솔리드 2 - 세르게이 글루코비치
- 메탈기어 솔리드 3 - 디 엔드
- 메탈기어 솔리드 V 더 팬텀 페인 - 코드 토커
- 명탐정 코난 - 소마 료스케 (306~307화)
- 명탐정 코난: 진홍의 연가 - 아치와 켄스케
- 몬스터 - 부장
- 쇼와 겐로쿠 라쿠고 심중 - 어느 아저씨
- 스팀보이 - 원수
- 세인트 세이야 - 해황 포세이돈
- 시도니아의 기사 - 탄바 신스케
  - 시도니아의 기사 : 사랑을 잣는 별 - 탄바 신스케
- 신 메이플 타운 이야기 팜 타운 편 - 빅 히긴즈
- 일상 - 대장
- 아누비스 존 오브 디 엔더스 - 로이드
- 오즈의 마법사 - 놈왕
- 우주전함 야마토 - 겔
- 은하영웅전설 - 프리드리히 4세, 로열 샌포드
- 이스: 셀세타의 수해 - 레오
- 죠죠의 기묘한 모험 팬텀 블러드 게임판 - 톰페티
- 짱구는 못말려 - 캡틴
- 천공의 에스카플로네 - 메이덴
- 초시공요새 마크로스 - 마을 회장
- 카드캡터 사쿠라 - 아마미야 마사키
- 카츠마타 토모하루 삼국지 - 여몽
- 트랜스포머 G1 - 휠잭, 스카이파이어, 아담스, 비치콤버, 알파 트린, 스윈들, 그루브, 챠, 메트로플렉스, 쿠인텟사 성인
- 트랜스포머 빅토리 - 라이클
- Go! 프린세스 프리큐어 - 니시키도